# Keith Millard
Pour les articles homonymes, voir Millard.
(en) Statistiques sur pro-football-reference
Keith Joseph Millard (né le 18 mars 1962 à Pleasanton) est un joueur américain de football américain.

## Enfance
Millard étudie à la Foothill High School de sa ville natale de Pleasanton où il joue comme tight end et linebacker avec l'équipe de football américain de son lycée.

## Carrière

### Joueur

#### Université
Il entre à l'université d'État de Washington. À son arrivée, il change de poste, passant de toght end à defensive tackle. En 1982, il devient titulaire au poste de tackle et remporte le Morris Trophy, récompensant le meilleur joueur de ligne défensif de la conférence Pacific 10.

#### Professionnel
Keith Millard est sélectionné au premier tour du draft de la NFL de 1984 par les Vikings du Minnesota au treizième choix. Néanmoins, il décide de jouer une saison avec les Bulls de Jacksonville en United States Football League avant de revenir avec Minnesota où malgré son poste de remplaçant lors de sa saison de rookie, il fait onze sacks. Il s'impose la saison suivante comme tackle titulaire et est sélectionné pour la première fois à un Pro Bowl en 1988.
Néanmoins, après une saison 1989 fantastique où il est nommé joueur défensif de la saison, sa carrière s'écrase. Il est victime d'une grave blessure au genou en 1990 qui l'oblige à être sur la touche pendant deux saisons. Minnesota ne le conserve pas à son retour et il signe avec les Seahawks de Seattle et termine sa carrière tristement, en ne jouant que rarement.

### Entraîneur
Après sa retraite, Millard s'investit dans le poste d'entraîneur. Il commence en 2001 en entraînant l'équipe des Dragons de Los Angeles en Spring Football League avant d'entraîner la ligne défensive des Demons de San Francisco en XFL, fédération qui fera faillite après une saison.
Après cela, il se voit proposer d'intégrer le staff technique des Broncos de Denver et est un grand artisan de la solidité de la défense de Denver. Il est recruté par les Raiders d'Oakland comme entraîneur de la ligne défensive, poste qu'il occupe durant trois saisons. Il décide de faire une légère pause en entraînant la petite équipe universitaire des Blue Devils du Merced College.
Le 8 février 2011, les Buccaneers de Tampa Bay annonce l'arrivée de Millard et de Grady Stretz pour entraîner la ligne défensive. Il n'y reste qu'une seule saison avant de partir pour les Titans du Tennessee où il lui confit le poste d'entraîneur assistant.